# Bahrein a 2011-es úszó-világbajnokságon
Bahrein a 2011-es úszó-világbajnokságon három úszóval vett részt.

## Úszás
Férfi
| Versenyző              | Esemény                         | Selejtező | Selejtező | Elődöntő          | Elődöntő          | Döntő             | Döntő             |
| Versenyző              | Esemény                         | Idő       | Helyezés  | Idő               | Helyezés          | Idő               | Helyezés          |
| ---------------------- | ------------------------------- | --------- | --------- | ----------------- | ----------------- | ----------------- | ----------------- |
| Farhan Farhan          | Férfi 50 méteres gyorsúszás     | 27.70     | 89        | Nem jutott tovább | Nem jutott tovább | Nem jutott tovább | Nem jutott tovább |
| Farhan Farhan          | Férfi 100 méteres gyorsúszás    | 1:01.76   | 90        | Nem jutott tovább | Nem jutott tovább | Nem jutott tovább | Nem jutott tovább |
| Khalid Ismaeel Alibaba | Férfi 50 méteres pillangóúszás  | 29.95     | 48        | Nem jutott tovább | Nem jutott tovább | Nem jutott tovább | Nem jutott tovább |
| Khalid Ismaeel Alibaba | Férfi 100 méteres pillangóúszás | 1:05.40   | 63        | nem jutott tovább | nem jutott tovább | nem jutott tovább | nem jutott tovább |

Női
| Versenyző     | Esemény                    | Selejtező | Selejtező | Elődöntő          | Elődöntő          | Döntő             | Döntő             |
| Versenyző     | Esemény                    | Idő       | Helyezés  | Idő               | Helyezés          | Idő               | Helyezés          |
| ------------- | -------------------------- | --------- | --------- | ----------------- | ----------------- | ----------------- | ----------------- |
| Sara Al Flaij | Női 50 méteres gyorsúszás  | 33.98     | 76        | Nem jutott tovább | Nem jutott tovább | Nem jutott tovább | Nem jutott tovább |
| Sara Al Flaij | Női 100 méteres gyorsúszás | 1:14.86   | 75        | Nem jutott tovább | Nem jutott tovább | Nem jutott tovább | Nem jutott tovább |